# Swobodny
Swobodny (russisch Свободный) ist eine russische Stadt in der Oblast Amur mit 48.517 Einwohnern (Stand 1. Oktober 2021).

## Geographie
Die Stadt liegt im Fernen Osten Russlands nordöstlich des Amur an seinem Nebenfluss Seja, etwa 170 Kilometer oberhalb der Mündung und der Oblasthauptstadt Blagoweschtschensk.
Die Stadt Swobodny ist der Oblast administrativ direkt unterstellt und zugleich Verwaltungszentrum des gleichnamigen Rajons.
Swobodny liegt an der auf diesem Abschnitt 1916 eröffneten Transsibirischen Eisenbahn.

## Geschichte
Swobodny entstand um 1910 im Zusammenhang mit dem Bau der nahen Brücke der Amurbahn, einer alternativen Strecke zur ursprünglichen Linienführung der Transsibirischen Eisenbahn durch die Mandschurei, über die Seja. Seit 1901 gab es in der Nähe bereits das Umsiedlerdorf Suraschowka. 1912 erhielt der Ort Stadtrecht unter dem Namen Alexejewsk, nach dem damaligen Thronfolger des Russischen Reiches, Alexei Romanow. Im April 1917, nach dem Sturz des Zaren während der Februarrevolution, benannte die Stadtverwaltung den Ort in Swobodny (von russisch свобода/ swoboda für Freiheit) um, was von der russischen Provisorischen Regierung im Juli 1917 bestätigt wurde. In den 1930er Jahren wurde Swobodny als Stützpunkt für den geplanten Bau der Baikal-Amur-Magistrale zur „Hauptstadt“ des BAMLag, eines der größten Straflager im System der Gulag.

### Einwohnerentwicklung
| Jahr | Einwohner |
| ---- | --------- |
| 1926 | 10.000    |
| 1939 | 44.029    |
| 1959 | 56.947    |
| 1970 | 62.935    |
| 1979 | 74.524    |
| 1989 | 80.006    |
| 2002 | 63.889    |
| 2010 | 58.778    |
| 2021 | 48.517    |

Anmerkung: Volkszählungsdaten (1926 gerundet)

## Kultur und Sehenswürdigkeiten
In Swobodny gibt es ein Heimatmuseum sowie ein Geologisches Museum.

## Wirtschaft
Swobodny ist Verkehrsknotenpunkt mit zwei Bahnstationen (Swobodny, Streckenkilometer 7807 ab Moskau und Michailo-Tschesnokowskaja, Kilometer 7812) sowie Wagenreparaturwerk an der Transsibirischen Eisenbahn und Flusshafen an der Seja. Daneben gibt es Maschinenbau, Leicht-, Möbel- und Lebensmittelindustrie. Die Stadt ist Verwaltungszentrum für die geologische Erschließung und bergbauliche Ausbeutung der Region (z. B. Goldförderung durch Amursoloto).
Etwa 20 km nordwestlich der Stadt liegt der gleichnamige Raketenstartplatz. In der Nähe befinden sich weitere Objekte der Russischen Streitkräfte.

### Gasverarbeitungswerk Amur
Das Gasverarbeitungswerk Amur der Gazprom liegt bei der Stadt Swobodny und relativ nahe der chinesischen Grenze, umfasst eine Fläche von 8 km² und ging Juni 2021 in Betrieb. Nach der Soll-Verarbeitungsmenge von 42 Mrd. m³ Erdgas p. a., die 2025 erreicht werden soll, wird es eines der größten seiner Art weltweit. Dem Werk wird über die Kraft-Sibiriens-Pipeline Roh-Erdgas aus den Lagerstätten Kowyktinskoje (Irkutsk) und Tschajandinskoje (Jakutien) zugeführt. Im Werk werden pro Jahr folgende wertvolle (und zugleich störende) Bestandteile abgetrennt:
- Helium: bis zu 60 Mio. m³
- Ethan: 2,5 Mio. t
- Propan: 1 Mio. t
- Butan: 0,5 Mio. t
- Pentan/Hexan: 0,2 Mio. t

Das aufbereitete Erdgas wird über den Grenzpunkt Blagoweschtschensk nach China geliefert.
Nach einem Brand am 8. Oktober 2021 wurde das Gasverarbeitungswerk vorläufig stillgelegt. Ein weiteres Feuer gab es Januar 2022.

## Söhne und Töchter der Stadt
- Leonid Gaidai (1923–1993), Filmregisseur
- Leonid Barkowskyj (* 1940), Weitspringer
- Andrei Samkowoi (* 1987), Boxer